# Пуебло (стиль)
Пуебло (англ. Pueblo Revival style) — регіональний архітектурний стиль на південному заході США, який походить від архітектурі пуебло та іспанських колоністів у Нью-Мексико. Стиль склався на початку XX століття, досяг піку популярності в 1920-х і 1930-х роках та все ще використовується в споруджені нових будівель. Стиль пуебло поширений у штаті Нью-Мексико.

## Особливості
Стиль пуебло імітує зовнішній вигляд традиційних саманних будинків індіанців пуебло, використовуючи також інші матеріали: цеглу, бетон. Будинок зводять із закругленими кутами, нерівними парапетами, плоским дахом, товстими похилими стінами, часто оштукатуреними і пофарбованими в коричневі тони. Багатоповерхові будівлі конструюють східчастими, подібно до Таос-Пуебло. Використовуються дерев'яні балки або віги, які рідко мають практичну функцію, «кронштейни», гілки або дерев'яні рейки укладаються поперек вігів для створення основи даху, скріплюваної брудом або глиною.

## Історія
У 1890-ті роки архітектор А. Ц. Швайнфурт включив елементи пуебло в низку своїх будівель у Каліфорнії. Будинок Мері Елізабет Джейн Коллтер Хопі-хауз (1904) в національному парку Гранд-Каньйон багато взяв від стилю пуебло. 1908 року архітектор Ісаак Рапп для будівництва свого складу в Морлі взяв за приклад церкву Сан-Естеван-дель-Рей, штат Колорадо.
У Нью-Мексико першою будівлею в стилі пуебло був університет Нью-Мексико в Альбукерке, чий приклад наслідували практично всі наступні університетські заклади.
У Санта-Фе стиль у 1920-х і 1930-х роках мав популярність серед художників і архітекторів, які прагнули створити унікальний регіональний колорит. 1957 року комітет встановив правила забудови історичної області, які приписували зводити нові будівлі в «стилі старого Санта Фе», що включає пуебло, пуебло-іспанський або іспано-індіанський і територіальний стилі. Ця постанова чинна й нині.

## Приклади будівель

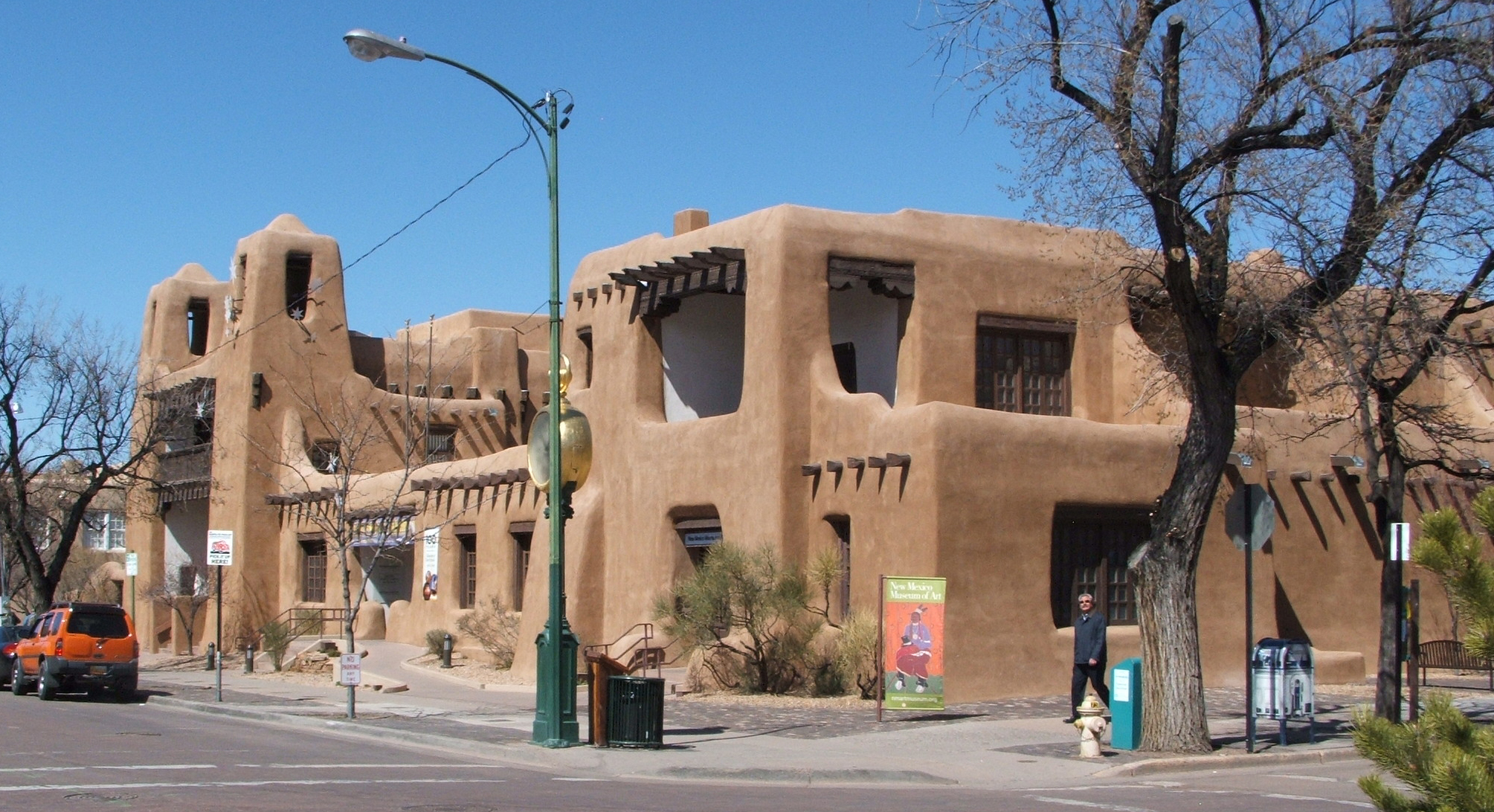
Художній музей Нью-Мексико, Санта-Фе (1917)
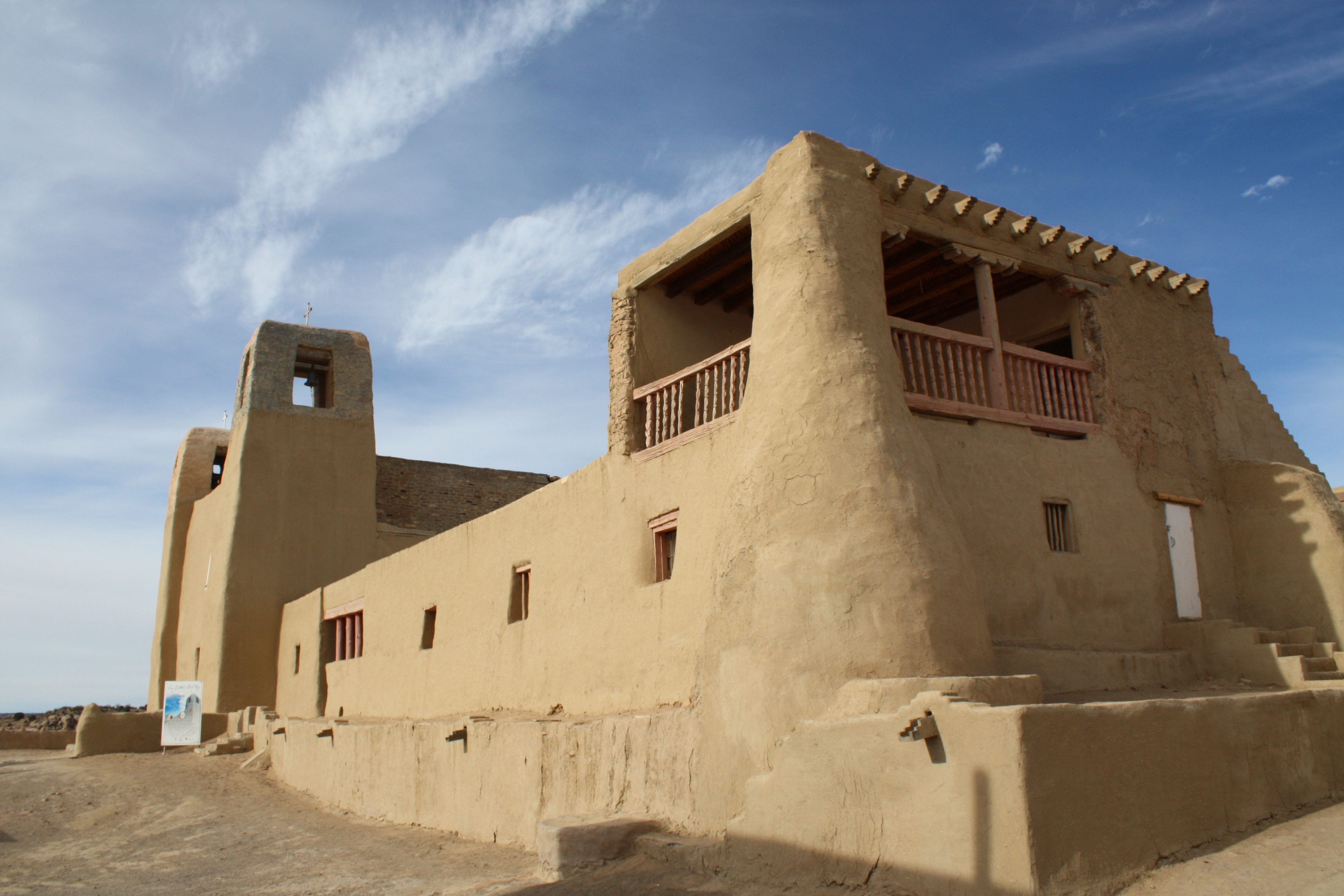
Церква Сан-Естеван-дель-Рей, Нью-Мексико
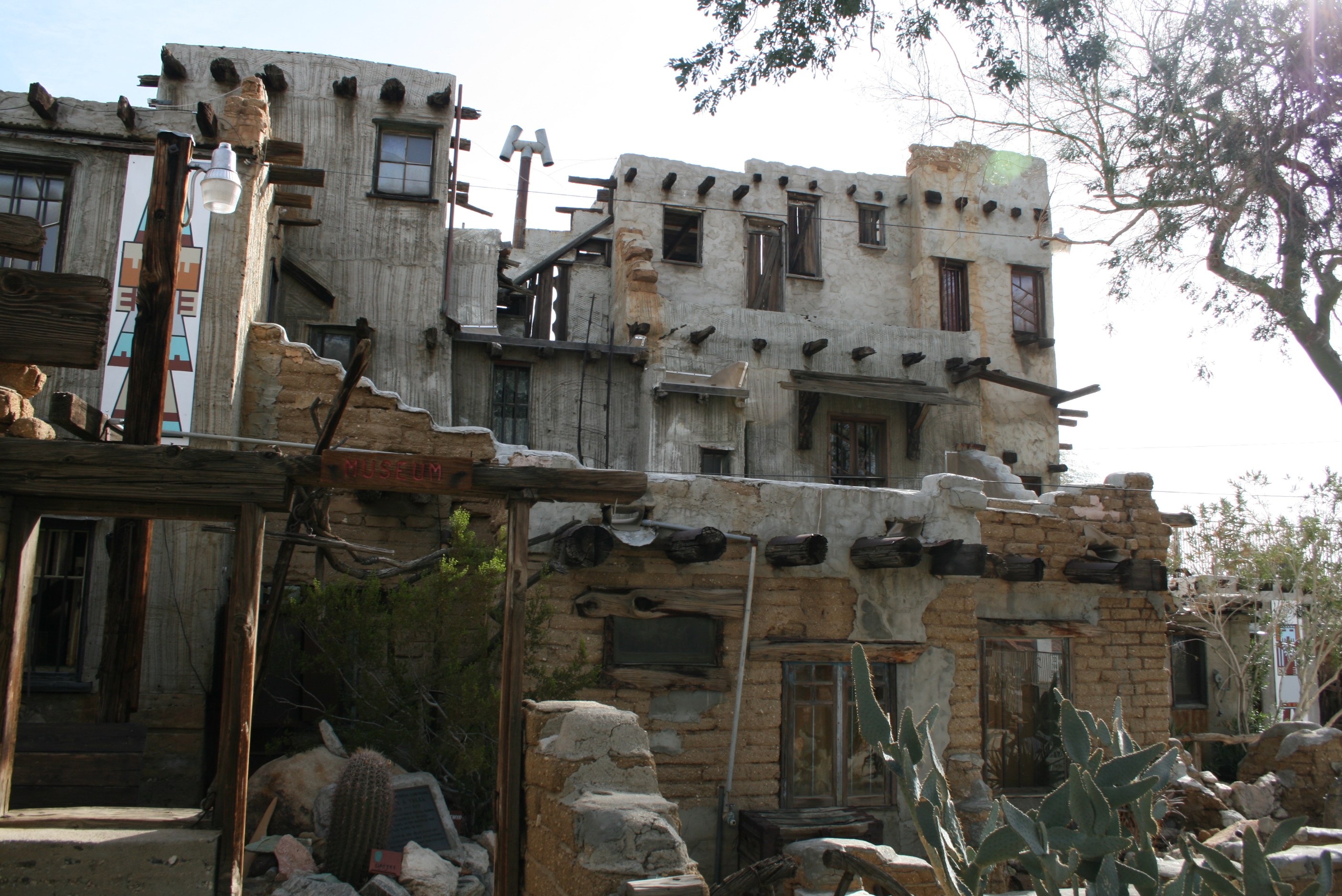
Музей Кабо-пуебло, Дезерт-Гот-Спрінґс
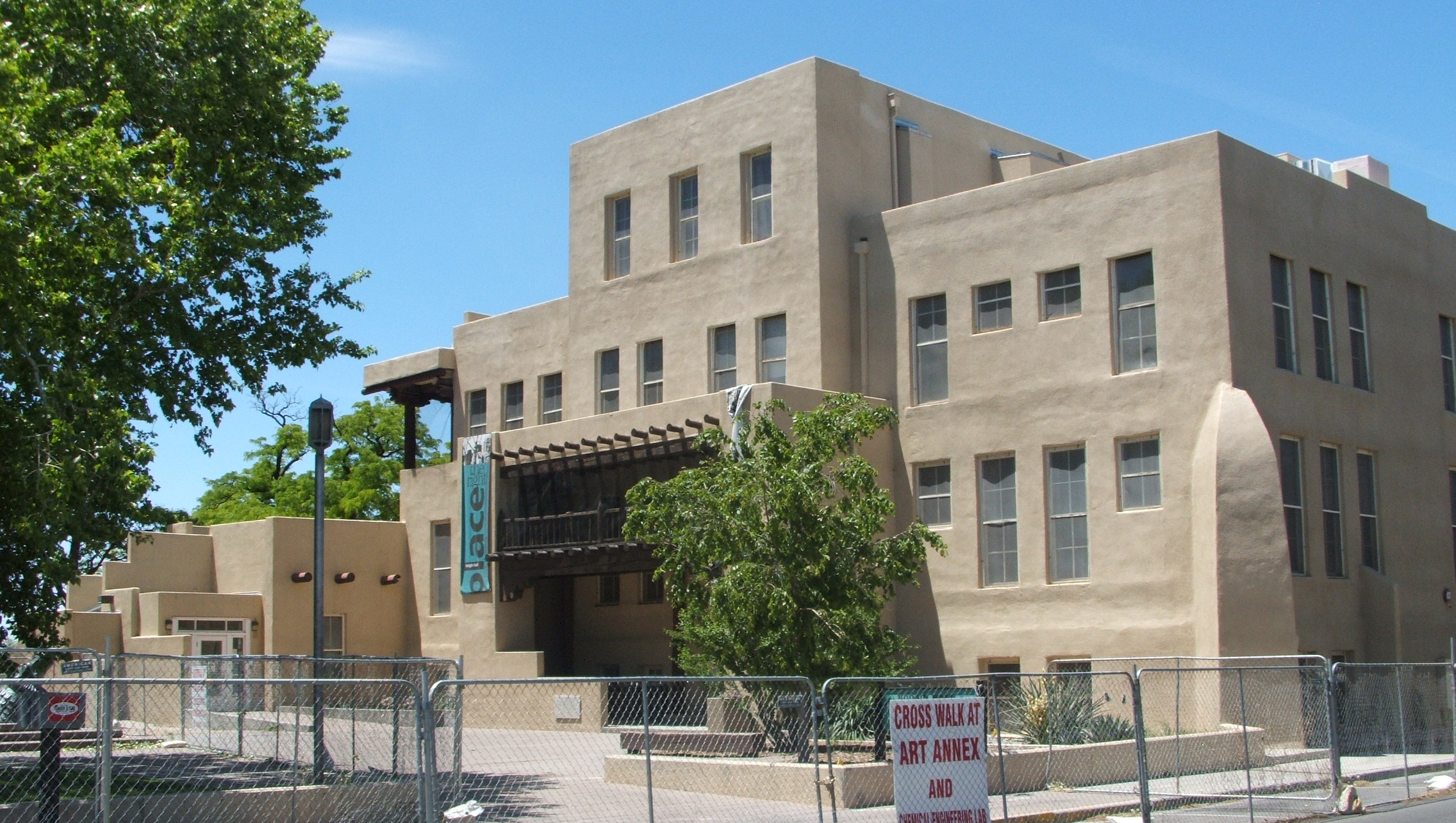
Університет Нью-Мексико
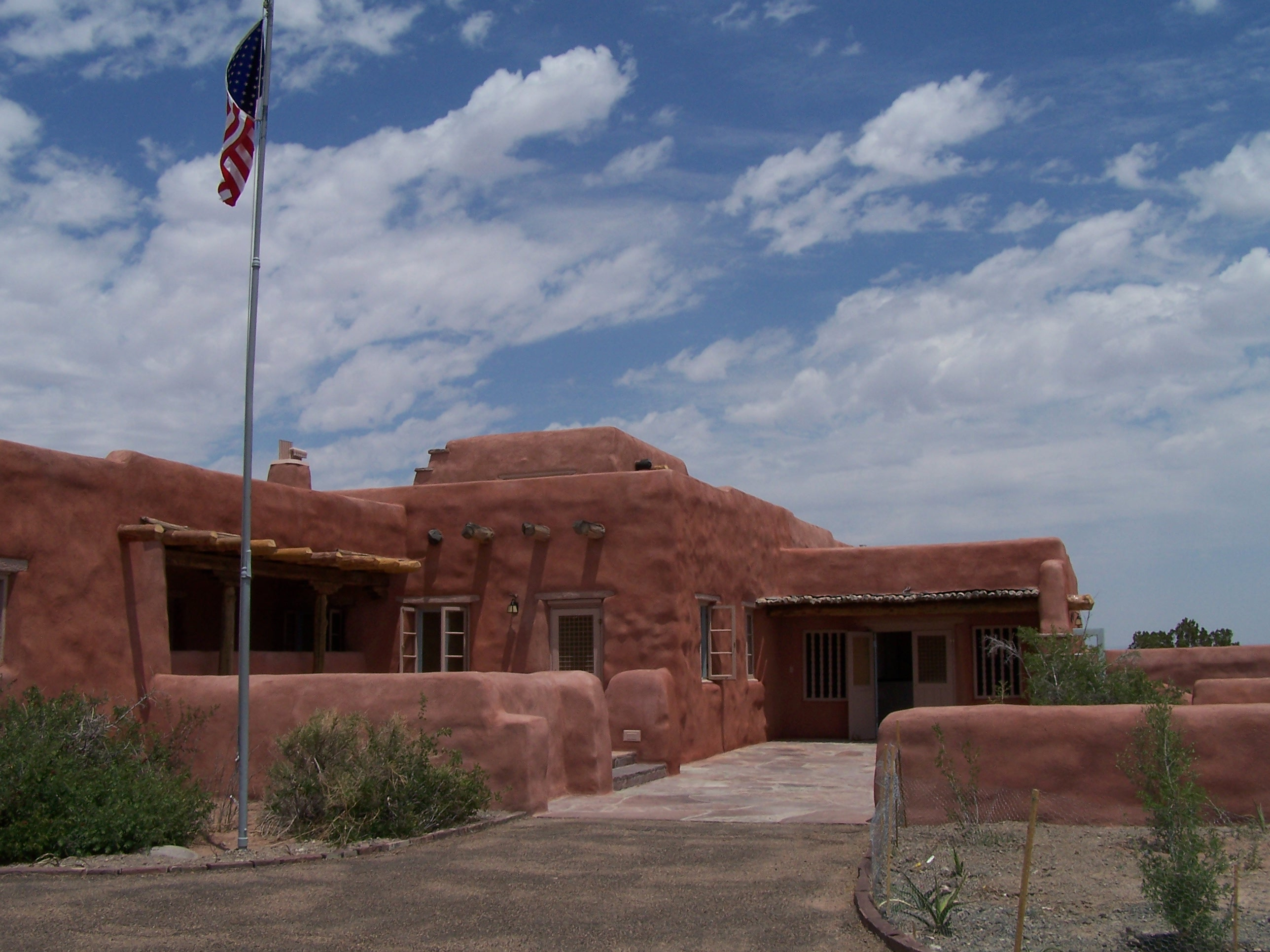
Пейнтед-Дезерт-Інн - Національна історична пам'ятка Аризони
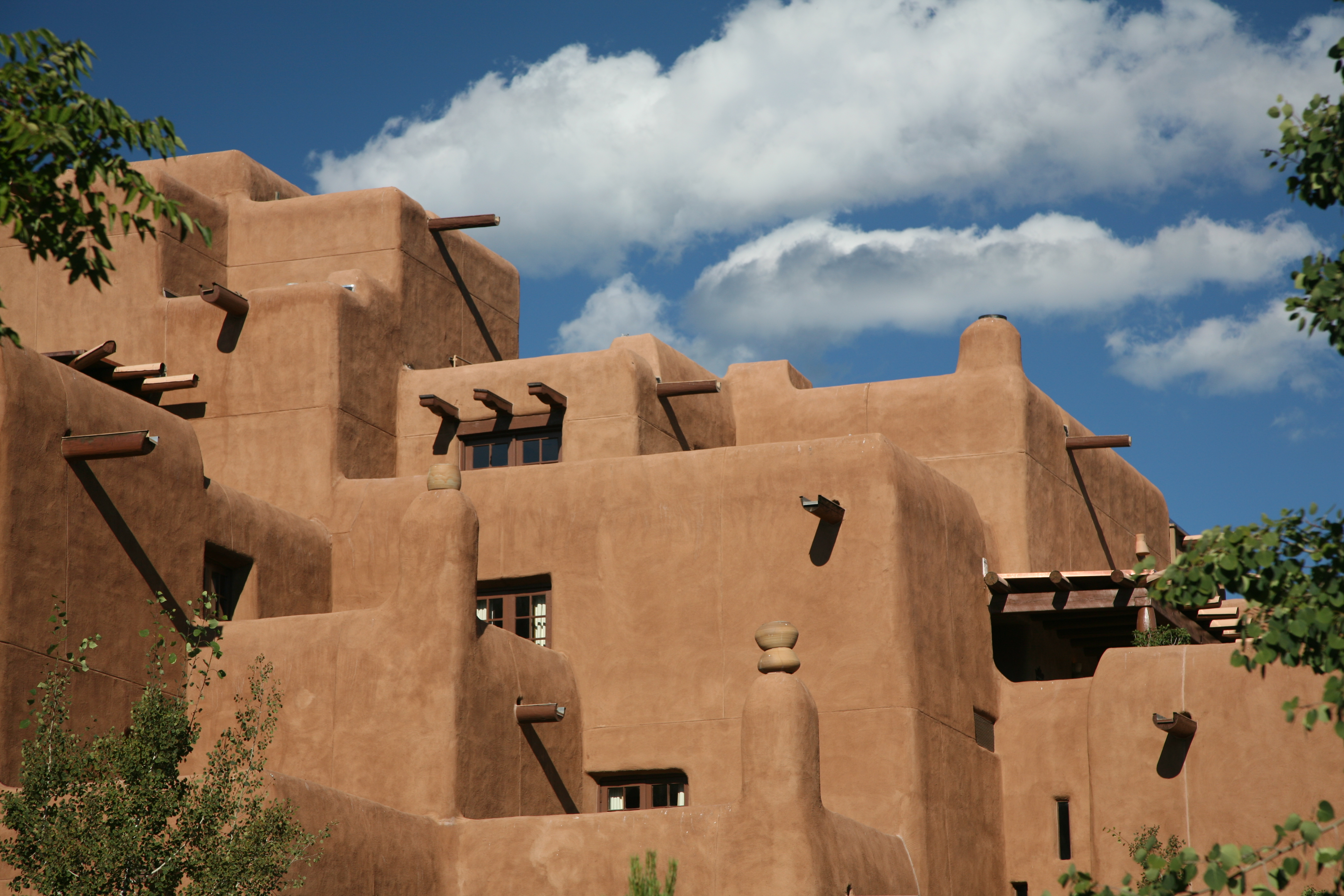
Приклад архітектури в Нью-Мексико